# Amerie
Amerie Mi Marie Rogers (født 12. januar 1980, i Fitchburg, Massachusetts, USA), kendt som Amerie er en amerikansk sangerinde.
Amerie debuterede som 22-årig med det anmelderroste album All I Have, der bl.a. indeholdt hittet Why Don't We Fall In Love.
Tre år senere havde hun et guldalbum, to amerikanske turnéer og en prominent rolle i filmen First Daughter i bagagen og ramte hovedet på sømmet, da hun udsendte albummet Touch, som var et af 2005's mest ventede R&B-albums.
Albummet indeholdt Amerie's måske største hit til dato – 1 Thing – produceret af hitmageren Rich Harrison.
Det nye album er det første, hvor Amerie ikke har samarbejdet med vennen og produceren Rich Harrison, men hun har derimod søgt andre græsgange og bl.a. slået pjalterne sammen med Cee-Lo Green (fra Gnarls Barkley og Goodie Mob), der har produceret albummets første single Take Control.
Amerie Rogers er datter af en afro-amerikansk far og en koreansk mor, og pga. sin fars arbejde for det amerikanske militær har hun boet over det meste af verden. De koreanske aner fornægter sig dog ikke hos Amerie, hvis første sprog var koreansk. Hun er stor fan af koreansk popmusik og har i adskillige interviews udtryk ønske om at komme til at arbejde sammen med koreanske musikere. 
Derfor har hun allieret sig med den sydkoreanske sanger Se7en på en remix-udgave af Take Control, som kun kommer på den asiatiske udgave af det nye album.

## Diskografi

### Studioalbum
- 2002: All I Have
- 2005: Touch
- 2007: Because I Love It
- 2009: In Love & War

### Singler
- 2002 – "Why Don't We Fall in Love"
- 2003 – "Talkin' to Me"
- 2003 – "I'm Coming Out"
- 2005 – "1 Thing"
- 2005 – "Touch"
- 2005 – "Talkin' About"
- 2006 – "Take Control"
- 2007 – "Gotta Work"